# Кинко
Кинко (яп. 錦江町 Кинко:-тё:) — посёлок в Японии, находящийся в уезде Кимоцуки префектуры Кагосима. Площадь посёлка составляет 163,15 км², население — 8196 человек (1 августа 2014), плотность населения — 50,24 чел./км².

## Географическое положение
Посёлок расположен на острове Кюсю в префектуре Кагосима региона Кюсю. С ним граничат город Каноя и посёлки Кимоцуки, Минамиосуми.

## Население
Население посёлка составляет 8196 человек (1 августа 2014), а плотность — 50,24 чел./км². Изменение численности населения с 1980 по 2005 годы:
| 1980 | 13 829 чел. |  |
| 1985 | 13 043 чел. |  |
| 1990 | 12 239 чел. |  |
| 1995 | 11 608 чел. |  |
| 2000 | 10 889 чел. |  |
| 2005 | 10 015 чел. |  |

## Символика
Деревом посёлка считается камфорное дерево, цветком — глициния.